# Harold C. Deutsch
Harold Charles Deutsch (* 7. Juni 1904 in Milwaukee; † 15. Mai 1995 in White Bear Township, Minnesota) war ein US-amerikanischer Historiker.

## Leben
Deutsch studierte an der University of Wisconsin mit dem Bachelor-Abschluss 1924 und dem  Master-Abschluss 1925 und wurde 1929 an der Harvard University promoviert (nach einem zweiten M. A. Abschluss 1927). Er studierte außerdem in Paris, Berlin und Wien und sprach fließend Deutsch und Französisch. 1929 bis zu seiner Emeritierung 1972 war er Professor an der University of Minnesota, an der er 1960 bis 1966 der Geschichtsfakultät vorstand. Im Zweiten Weltkrieg war er in der Abteilung Wirtschaftskrieg und 1944/45 in Paris und Deutschland beim Office of Strategic Services als Leiter der Analyse. 1945 befragte er in offiziellem Auftrag dazu auch zahlreiche deutsche Militärs und andere Führungspersonen des nationalsozialistischen Deutschland. Nach seiner Emeritierung 1972 lehrte er lange Zeit am US Army War College. 1978/79 bekleidete er den Harold Keith Johnson Chair of Military History am U.S. Army Military History Institute. 1984 hielt er die Harmon Memorial Lectures in Military History an der United States Air Force Academy. Er lehrte auch als Gastprofessor an der University of Southern California, dem National War College und der FU Berlin.
Er befasste sich mit Militärgeschichte speziell des Zweiten Weltkriegs, deutscher Militärgeschichte, dem Verhältnis Hitlers zu seinen Generälen und militärischer Opposition zu Hitler, und mit Entwicklung der Beziehungen USA-Europa in der Nachkriegszeit. In den 1970er Jahren war er führend daran beteiligt, die Erkenntnisse aus der Entzifferung der Enigma in die Militärgeschichtsschreibung einfließen zu lassen. Ursprünglich war er Fachmann für französische Geschichte und befasste sich mit Napoleon.
Er hatte auch einen Ruf als hervorragender Lehrer, der schon in den 1960er Jahren für seinen Kurs über den Zweiten Weltkrieg TV-Übertragungstechnik einsetzte.
1994 erhielt er den Samuel Eliot Morison Prize für sein Lebenswerk.

## Schriften (Auswahl)
- The genesis of Napoleonic imperialism. EA Harvard University Press, Cambridge 1938, NA Porcupine Press, Philadelphia 1975, ISBN 0-87991-611-7.
- Our changing german problems. Science Research Associates, Chicago 1956.
- America’s stake in Western Europe. Science Research Associates, Chicago 1959.
- The new Europe, the Common Market, and the United States. Laidlaw Brothers, River Forest (Illinois) 1964.
- Conspiracy against Hitler in the twilight war. University of Minnesota Press, Minneapolis 1968.
  - Verschwörung gegen den Krieg. Der Widerstand in den Jahren 1939–1940. München, Beck 1969, DNB 456333959.
- Hitler and his generals: the hidden crisis, January – June 1938. University of Minnesota Press, Minneapolis 1974, ISBN 0-8166-0649-8.
  - Das Komplott oder Die Entmachtung der Generale. Blomberg- und Fritsch-Krise. Hitlers Weg zum Krieg. Neue Diana Press, Zürich 1974, ISBN 3-87158-258-1.
- als Herausgeber zusammen mit Dennis Showalter: What if – the might have beens of world war II. EA Emperor’s Headquarters, Chicago 1995; Neuauflage als: If the allies had fallen. Sixty alternate scenarios of world war II. MJF Books, New York 2014, ISBN 978-1-60671-238-2.
- als Herausgeber zusammen mit Helmut Krausnick: Helmuth Groscurth: Tagebücher eines Abwehroffiziers 1938–1940. Mit weiteren Dokumenten zur Militäropposition gegen Hitler (= Quellen und Darstellungen zur Zeitgeschichte. Band 19). Deutsche Verlags-Anstalt, Stuttgart 1970, DNB 456812709.